# Université nationale des arts de Corée
L'université nationale des arts de Corée (en hangul : 한국예술종합학교) est une université nationale de Corée du Sud située à Séoul.

## Structure
- École de théâtre

Elle se compose des cinq départements : jeu d’acteur, mise en scène, dramaturgie, scénographie et théorie. Les élèves se forment en s’entraînant au travail pratique de chaque partie, en même temps, ils participent à des projets en collaboration avec les départements voisins ou avec les écoles voisines.
- École de danse
- École de musique
- École de film, télévision, et multimédia
- École d'arts visuels
- École d'arts traditionnels coréens
- Division inter-école

## Personnalités liées

### Étudiants
(par ordre de naissance)
- Kim Kyung-uk (né en 1971), écrivain ;
- Na Hong-jin (né en 1974), réalisateur, scénariste ;
- Kim Young-joo (née en 1974), actrice de comédie musicale ;
- Lee Sun-kyun (né en 1975), acteur ;
- Jung Hoseok (né en 1994), danseur/rappeur ;
- Park Ji-min (né en 1995), chanteur/danseur ;
- Kim Taehyung (né en 1995), chanteur/danseur ;
- Choi Sung-eun (née en 1996), actrice ;
- Hayoung Choi (née en 1998), violoncelliste ;
- Bae Doo-hoon, chanteur du groupe Forestella ;
- Yunchan Lim (né en 2004), pianiste.